# Maimie McCoy
Mary McCoy, más conocida como Maimie McCoy, es una actriz inglesa conocida por haber interpretado a Milady de Winter en la serie The Musketeers.

## Biografía
Es hija de Eugene McCoy (un restaurador) y de Barbara McCoy, tiene dos hermanos Rory McCoy y el actor Eugene McCoy Jr.
Su tío materno es el impresionista y comediante Kevin Connelly.
Desde 2007 sale con el actor James Buller, más tarde la pareja se comprometió. En mayo de 2015 se anunció que la pareja estaba esperando a su primer bebé juntos.

## Carrera
En el 2004 obtuvo un pequeño papel en la película The Libertine protagonizada por Johnny Depp.
En el 2009 se unió al elenco de la serie Personal Affairs donde dio vida a Nicole Palmerston-Amory, la asistente personal de Rachel Klein (Emily Bruni) hasta el final de la serie ese mismo año después de que la serie fuera cancelada tras finalizar su primera temporada.
En el 2010 apareció como invitada en la serie médica Doctors donde interpretó a Vicky Perry en un episodio, anteriormente había aparecido por primera vez en la serie en el 2002 donde dio vida a Shelley Garrett durante el episodio "Time Bomb".
En el 2012 apareció como invitada en la serie Wallander donde dio vida a Anna Westin.
En abril del 2013 apareció en el tercer episodio de la serie Endeavour donde interpretó a Alice Vexin, una antigua amiga del detective Endeavour Morse (Shaun Evans).
En el 2014 se unió al elenco principal de la serie The Musketeers donde interpretó a la mortal Milady de Winter, una de las enemigas de los mosqueteros. En mayo del 2015 se anunció que Maimie aparecería en un solo episodio de la tercera temporada de la serie debido a su embarazo.
En el 2016 se unió al elenco de la serie policíaca DCI Banks donde dio vida a Tamsin Richards, la esposa de Steve Richards.

## Filmografía

### Series de televisión
| Año         | Título                          | Personaje               | Notas                                 |
| ----------- | ------------------------------- | ----------------------- | ------------------------------------- |
| 2018        | Agatha Raisin                   | Rosie Wilden            | ep. "The Fairies of Fryfam"           |
| 2018        | Lore                            | Elizabeth Bathory       | ep. #2.1                              |
| 2016        | Grantchester                    | Linda Morgan            | ep. "Christmas Special 2016"          |
| 2016        | DCI Banks                       | Tamsin Richards         | 5 episodios                           |
| 2014 - 2016 | The Musketeers                  | Milady de Winter        | 18 episodios                          |
| 2013        | Endeavour                       | Alice Vexin             | episodio "Rocket"                     |
| 2012        | Wallander                       | Anna Westin             | episodio "Before the Frost"           |
| 2011        | Without You                     | Christine               | episodio # 1.1                        |
| 2011        | The Crimson Petal and the White | Acompañante             | 2 episodios - miniserie               |
| 2011        | Casualty                        | Sarah Maddick           | episodio "Till Death Us Do Part"      |
| 2010        | Doctors                         | Vicky Perry             | episodio "Birth of the Blues"         |
| 2009        | Personal Affairs                | Nicole Palmerston-Amory | 5 episodios                           |
| 2009        | Desperate Romantics             | Margaret                | 2 episodios                           |
| 2007        | Little Devil                    | Deborah                 | episodio # 1.3 - miniserie            |
| 2006        | The Bill                        | Meg Lawson              | episodio "418"                        |
| 2006        | Taggart                         | Jessica Flowers         | episodio "The Best and the Brightest" |
| 2004        | Waking the Dead                 | Sarah Faulkner          | 2 episodios                           |
| 2004        | Top Buzzer                      | Sophie                  | 7 episodios                           |

### Películas
| Año  | Título                         | Personaje              | Notas                                                                                               |
| ---- | ------------------------------ | ---------------------- | --------------------------------------------------------------------------------------------------- |
| 2013 | Fare                           | Charon                 | corto - junto a Darwin Shaw, Christian Cooke, Rebecca Ferdinando, Sean Cronin y Jade Alexander      |
| 2013 | The Last Witch                 | Kate Greenwood         | junto a Steve Bell, Gregg Chillin, James Thornton, Katherine Kelly y Anne Reid                      |
| 2012 | Loving Miss Hatto              | Joyce Hatto (de joven) | junto a Alfred Molina, Francesca Annis, Rory Kinnear y Phoebe Nicholls                              |
| 2010 | East End Stories               | -                      | corto - junto a Stuart Laing, Alan Westaway, Daniela Forbes y Phoebe Patterson                      |
| 2010 | Forbidden                      | -                      | corto - junto a Billy Cullum y Stuart Laing                                                         |
| 2009 | Christmas Time                 | Asistente de Tienda    | corto - junto a Joel Beckett, Simon Killick, Eden Nathenson y Ewan Ross                             |
| 2008 | Oh, Simone                     | Simone                 | corto - junto a David Bliss                                                                         |
| 2008 | Domestics                      | Mujer                  | corto - junto a John Lightbody                                                                      |
| 2008 | Slaphappy                      | Judy Magenta           | corto - junto a Kate Ambler, Coral Beed, Henry Miller y Christopher Sloman                          |
| 2007 | The Boat People                | Cleo                   | junto a Nabil Elouahabi, Raquel Cassidy, Russell Mabey y Tim Plester                                |
| 2007 | Virgin Territory               | Simona                 | junto a Hayden Christensen, Mischa Barton, Tim Roth, Chris Egan y Rupert Friend                     |
| 2007 | Romance                        | Julie                  | corto - junto a Steve John Shepherd y Joseph Steyne                                                 |
| 2006 | Minotaur                       | Morna                  | junto a Tom Hardy, Michelle Van Der Water, Tony Todd, Lex Shrapnel, Jonathan Readwin y Rutger Hauer |
| 2005 | Peter Warlock: Some Little Joy | Puma                   | junto a Mark Dexter, Richard Benbow, Philippa Bishop y Alastair Boag                                |
| 2005 | The Illiterate                 | Visitante              | corto - junto a Michael Charlesworth, Anthony Lennon, Katharine Peachey y Joslyn Whiteman           |
| 2004 | The Libertine                  | Mujer Actuando         | junto a Johnny Depp, Rosamund Pike, Paul Ritter, John Malkovich, Stanley Townsend y Francesca Annis |